# سیدرا، پورتوریکو
سیدرا (به انگلیسی: Cidra) یک منطقهٔ مسکونی در ایالات متحده آمریکا است که در پورتوریکو واقع شده‌است.
 سیدرا ۹۴٫۴۲ کیلومتر مربع مساحت و ۴۳٬۴۸۰ نفر جمعیت دارد.